# Torre di Ercole
La Torre di Ercole (in galiziano e in spagnolo Torre de Hércules) è un faro di costruzione romana che si trova sulla penisola della città di La Coruña, in Galizia, Spagna.
Dal 2009 è inserita tra i patrimoni dell'umanità dell'UNESCO ed è considerata il faro ancora in funzione più antico esistente al mondo.

## Storia
In base ai reperti di vasellame, la torre esisteva già nel I secolo e fu ricostruita nel II secolo.
Secondo l'iscrizione che si trova ai piedi della torre, questa fu costruita per assolvere alla funzione di faro per la navigazione nel II secolo durante il mandato dell'imperatore Traiano o Adriano. La sua realizzazione è attribuita all'architetto Caio Sevio Lupo, originario di Coimbra:
MARTI AVG.SACR C.SEVIVS LVPVS ARCHITECTVS ÆMINIENSIS LVSITANVS.EX.VO
("A Marte Augusto consacrato, C[aio] Sevio Lupo, architetto lusitano di Aeminium (Coimbra) [fece] per voto.")
Il faro fu consacrato al dio della guerra, Marte, perché fungeva anche da torre di avvistamento per proteggere il porto di Brigantium, l'odierna La Coruña. La costruzione originaria aveva, come oggi, una pianta quadrata di 18 metri di lato, ma l'altezza complessiva era di soli 36 metri rispetto agli attuali 48. La torre era suddivisa in tre piani sovrastati da un pinnacolo cilindrico alto 4 metri e ogni piano aveva quattro stanze comunicanti tra loro con una scala esterna. La luce era prodotta dal fuoco che ardeva in alcuni bracieri intorno al pinnacolo.
La prima menzione scritta risale a Paolo Orosio (Historiae adversum Paganos, 415–417 d.C.):
Secundus angulus circium intendit, ubi Brigantia Gallaeciae civitas sita altissimum farum et inter pauca memorandi operis ad speculam Britanniae erigit
("Presso il secondo angolo, dove si trova Brigantia città della Gallecia, un altissimo faro si erge tra poche opere notevoli per scrutare la Britannia.")
Una delle rappresentazioni più antiche conosciute è nel mappamondo del Beato del Burgo di Osma del 1086.
La torre ha perso il suo uso come strumento utile per la navigazione nel corso del Medioevo quando fu convertita in fortificazione.
L'aspetto odierno della fortificazione è del 1788, quando essa fu interessata da un restauro in stile neoclassico condotto dall'ingegnere navale (e successivamente governatore intendente del Paraguay) Eustaquio Giannini.

## Leggende
Nel corso dei secoli sono state raccontate molte storie mitiche sull'origine del faro. Secondo un mito che mescola elementi celtici e greco-romani, l'eroe Ercole uccise il gigante tiranno Gerione dopo tre giorni e tre notti di battaglia. Ercole quindi ordinò che fosse costruita una torre sul punto esatto in cui aveva seppellito la testa di Gerione con le sue armi. Il faro, sopra a un teschio e ossa incrociate che rappresentano la testa del nemico ucciso da Ercole, appare nello stemma della città di La Coruña.
La torre si lega anche alla tradizione irlandese: infatti nel Lebor Gabála Érenn (letteralmente "Il libro della Presa dell'Irlanda") si dice che Breogán, un discendente di Noè, costruì la torre, e che il figlio di Breogán, Ith, riuscì a vedere per la prima volta dalla torre l'Irlanda, che si trovava 900 chilometri a nord di La Coruña. Successivamente Ith fu a capo della prima spedizione che partì dalla penisola iberica alla volta dell'Irlanda, che fu infine conquistata dai figli di Míl Espáine, pronipoti di Breogán. La storia fu molto popolare sia in Irlanda che in Spagna, tanto che una statua di Breogán è stata collocata vicino alla torre per ricordare questo mito.

## Galleria d'immagini

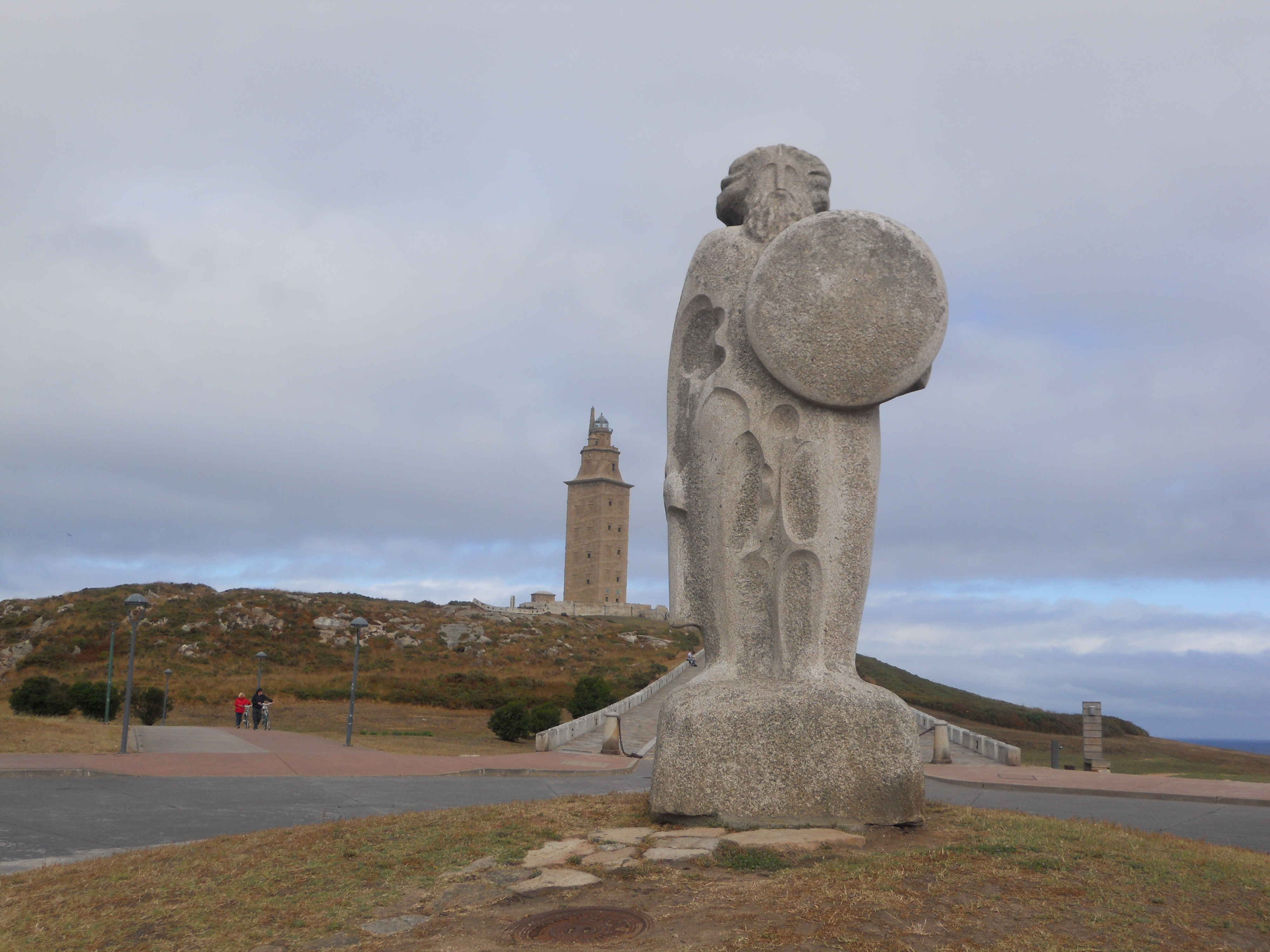
Statua di Breogán, vicino alla Torre di Ercole.
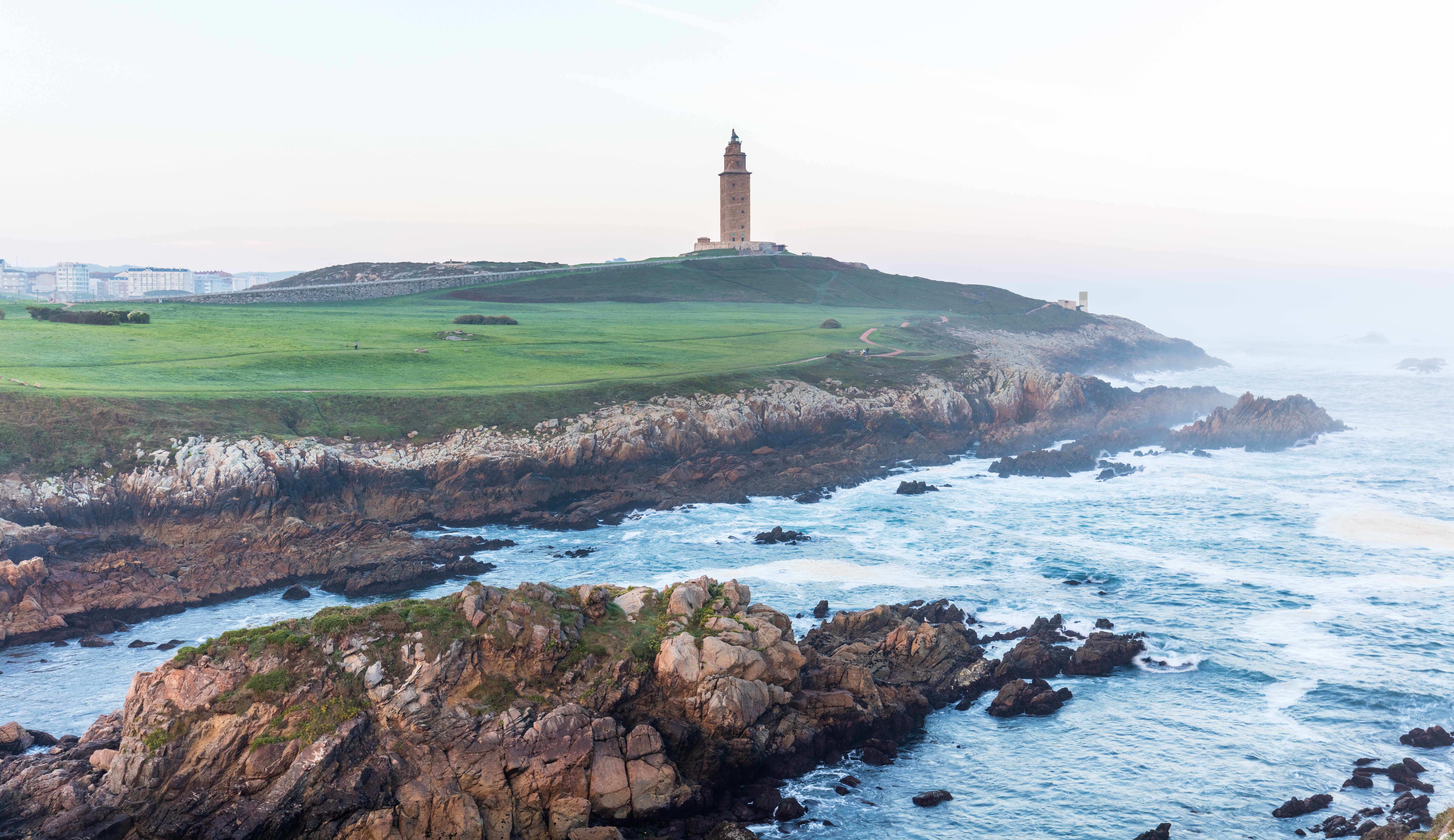
Torre di Ercole all'alba.
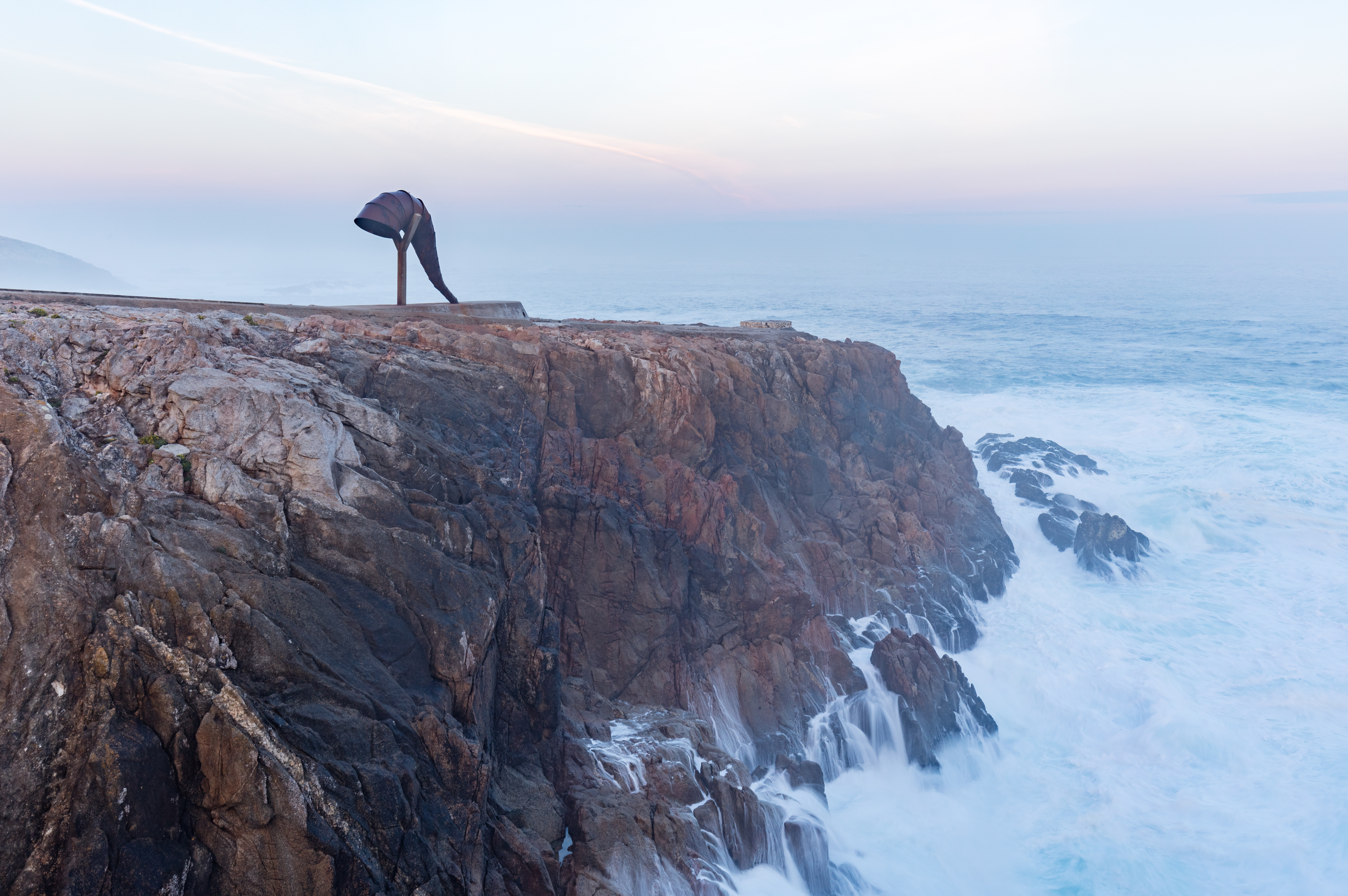
Parco in cui si trova il faro.
Il faro nello stemma di La Coruña.